# Mouse Genome Informatics
Mouse Genome Informatics (MGI) — безкоштовна, онлайнова база даних та біоінформатики, що розміщується в Лабораторії Джексона, фінансується Національним науково-дослідним інститутом геному людини (NHGRI), Національним інститутом раку (NCI), і Національним інститутом здоров'я дітей та людського розвитку Юніс Кеннеді Шрайвер (NICHD). MGI надає доступ до даних щодо генетики, геноміки та біології лабораторної миші для полегшення вивчення здоров'я людини і людських хвороб. База даних об'єднує декілька проєктів, причому два найбільших: Mouse Genome Database і Gene Expression Database (GXD).
Ресурс Mouse Genome Informatics — це набір даних, інструментів і аналізів, створених і розроблених для використання з лабораторною мишею, та який широко використовується для модельних організмів. Він є «авторитетним джерелом офіційних назв мишачих генів, алелів і штамів», які дотримуються вказівок, встановлених Міжнародним комітетом зі стандартизованої генетичної номенклатури для мишей. Історія та фокус дослідницьких та виробничих потужностей лабораторії Джексона генерують величезні знання та глибину даних, які дослідники можуть добивати, що просунути свої дослідження. Спеціалізоване спів-товариство дослідників мишей у всьому світі також покращує та сприяє знанням у цьому ресурсі. Це незамінний інструмент для будь-якого дослідника, що використовує мишу як модельного організму для своїх досліджень, і для дослідників, зацікавлених у генах, які поділяють гомологію з генами миші. На сайті MGI також доступні різноманітні ресурси підтримки досліджень миші, включаючи колекції тварин і безкоштовне програмне забезпечення для управління колоніями.